# Achimota School
Achimota School, anciennement Prince of Wales College and School, Achimota, plus tard Achimota College, maintenant surnommé Motown,, est un internat mixte situé à Achimota à Accra, Région du Grand Accra, au Ghana. L'école a été fondée en 1924 par Sir Frederick Gordon Guggisberg, le Dr James Emman Kwegyir Aggrey et Alec Garden Fraser. Il a été officiellement inauguré en 1927 par Sir Frederick Guggisberg, alors gouverneur de la colonie britannique de la Côte-de-l'Or. Achimota, sur le modèle du système scolaire public britannique, a été la première école mixte à être établie en Côte-de-l'Or.
L'école a formé de nombreux dirigeants africains, dont Kwame Nkrumah, Edward Akufo-Addo, Jerry Rawlings et John Atta Mills, tous d'anciens présidents du Ghana. L'ancien président du Ghana, John Dramani Mahama, y a fait ses études primaires tandis que l'ancien premier ministre du Ghana, Kofi Abrefa Busia, a également enseigné à Achimota. Le deuxième président du Zimbabwe, Robert Mugabe,, et le premier chef d'État de la Gambie, Dawda Jawara, figurent également sur sa liste des chefs d'État africains. Un ancien élève d'Achimota[Qui ?] est connu sous le nom d'« Akora ».
La devise de l'école est Ut Omnes Unum Sint (en) signifiant « Que tous puissent être un », une référence à la philosophie exprimée par les fondateurs selon laquelle à partir du contexte de la vie scolaire, noir et blanc, homme et femme, tout le monde devrait intégrer et combiner en synergie pour le bien de tous. La conception stylisée à touches de piano de l'écusson de l'école Achimota a été décrite par Aggrey à l'époque : « Vous pouvez jouer une mélodie de toutes sortes sur les touches noires uniquement; et vous pouvez jouer une mélodie de sortes sur les touches blanches uniquement; mais pour une parfaite l'harmonie, vous devez utiliser à la fois les touches noires et blanches ».

## Histoire
Après la Première Guerre mondiale, le gouvernement de la Gold Coast a ressenti le besoin d'un enseignement supérieur. Comme le dit Guggisberg, « Malgré l'existence d'un ou deux établissements d'enseignement de nature secondaire, le fossé intellectuel entre l'Africain qui avait terminé ses études dans une université anglaise et l'Africain semi-instruit de notre école primaire est dangereusement large. Personne n'est plus prêt que moi à sympathiser avec les aspirations légitimes de l'Africain à l'avancement et à une plus grande part dans le gouvernement de ce pays, mais si nous voulons l'aider à le faire, si nous voulons protéger les masses de la schémas hâtifs et mal conçus d'éventuels démagogues locaux, nous devons nous hâter aussi rapidement que nos moyens permettront de combler le fossé entre les deux classes ».
L'Achimota College a donc été créé dans le cadre du plan de Guggisberg pour réformer le système éducatif de la Gold Coast. En août 1920, Guggisberg rencontra et se lia d'amitié avec le Dr James Aggrey (en), natif du pays, qui était sur la Gold Coast en tant que membre de la Commission de l'éducation africaine du Phelps Stokes Fund (en). En 1922, à la suite du rapport de 1920 de la Commission Phelps-Stokes sur l'éducation, Guggisberg nomma un comité pour revoir ses recommandations pour la réforme de l'éducation de la Gold Coast. Ce comité a recommandé la création d'une institution globale à Achimota pour assurer l'enseignement secondaire général, la formation des enseignants et l'enseignement technique aux élèves de sexe masculin. Achimota College a ensuite été conçu, grâce aux efforts et au soutien de chefs tels que Nene Sir Emmanuel Mate Kole (en), Konor de Manya Krobo; Nana Sir Ofori Atta (en), Omanhene d'Akyem Abuakwa et Nana Amonoo V, Omanhene d'Anomabu, ainsi que d'éminents hommes d'État de l'époque tels que Benjamin Quartey-Papafio (en), Frederick Nanka-Bruce (en), tous deux d'Accra; Thomas Hutton-Mills Sr. d'Accra, E.J.P. Brown de Cape Coast, et  J. E. Casely Hayford de Sékondi.
Le gouvernement colonial avait l'intention de mener à bien sa politique visant à établir une excellente institution secondaire où les enseignants ainsi que les étudiants seraient formés. Le Conseil législatif a ensuite approuvé le budget de 1923-1924 pour la création du Prince of Wales College and School et, en mars 1924, Guggisberg a posé la première pierre. Alexander G. Fraser a été le premier directeur (1924-1935) et le Dr James Aggrey (en) a été le premier directeur adjoint (1924-1927). Fraser avait auparavant été directeur du Trinity College de Kandy, une école d'élite à Ceylan, aujourd'hui Sri Lanka, et a été salué comme le plus grand directeur colonial de son époque par le Oxford Dictionary of National Biography. Aggrey a mené une campagne vigoureuse pour l'éducation des femmes à une époque où l'idée n'était pas populaire et croyait que l'éducation d'un homme signifiait éduquer un individu, tandis que l'éducation d'une femme avait des avantages plus importants pour la famille et la communauté. Cela a entraîné une augmentation du nombre de places offertes aux filles par le Collège.
De 1924 jusqu'à son ouverture le 28 janvier 1927, Guggisberg, Fraser et Aggrey ont travaillé ensemble pour réaliser le rêve de Guggisberg d'établir une école et un collège mixtes de première classe. Le Collège universitaire de la Gold Coast désormais connu sous le nom d'université du Ghana a ses racines dans le Collège Achimota. L'université du Ghana organise sa série annuelle de conférences commémoratives Aggrey-Fraser-Guggisberg pour honorer les contributions des fondateurs à l'éducation au Ghana. L'université des sciences et technologies Kwame Nkrumah (KNUST) a également ses racines dans l'école d'ingénieurs du Collège Achimota.
Achimota, à l'origine connu sous le nom de Prince of Wales College and School, a été officiellement inauguré le 28 janvier 1927 par le gouverneur de la Gold Coast, Sir Frederick Gordon Guggisberg. L'invité d'honneur de la cérémonie d'ouverture était Édouard VIII, alors prince de Galles, du nom de l'école. En tant que l'une des institutions les plus prestigieuses de son genre, connue pour ses normes académiques élevées et sa culture, elle a formé des dirigeants panafricanistes pendant la lutte de l'Afrique subsaharienne pour l'indépendance des puissances coloniales. De son corps étudiant et de son collège d'enseignement ont émergé de nombreuses personnalités africaines notables, dont plusieurs chefs d'État, des politiciens, des universitaires, des scientifiques, des médecins, des avocats, des ingénieurs, des éducateurs, des architectes, des diplomates, des informaticiens, des agriculteurs, des comptables, des artistes, des chefs d'entreprise et des industriels. Dans un hommage rendu en 2004 à Akora Adrian Sherwood, un maître anglais de longue date à Achimota, le haut-commissariat du Ghana à Londres a félicité Achimota, citant les mots de la doctrine fondatrice de l'école, pour avoir permis à ses diplômés « de connaître la vie qui est la vie et d'aller de l'avant de cela comme des eaux vives à une terre assoiffée ».
La musique a toujours joué un rôle très important dans la vie de l'école. Les réalisations d'Achimota pour atteindre un niveau élevé dans ce domaine ont conduit à la création de l'Orchestre symphonique national ghanéen (en) et du département d'éducation musicale et artistique de l'université de l'éducation de Winneba. Depuis sa création, Achimota a mis un accent particulier sur la valeur de l'utilisation de ses mains dans l'agriculture, technique et professionnelle. Achimota s'est attaché à établir une norme d'excellence dans tous les domaines de l'éducation qui répondent aux besoins nationaux.

## Vie au campus

### Installation
« Bien que située sur une colline désertique, que les eaux vives montent en toi. Et du flux plus large de tes enfants, les fleuves de l'éternité »

 - citation de l'hymne de l'école 
L'école Achimota occupe plus de 525 hectares de biens immobiliers de premier choix au milieu de la réserve forestière d'Achimota dans la zone métropolitaine d'Accra. L'architecture coloniale et le paysage planifié de l'école le rendent visuellement agréable pour visiter le campus et ses environs boisés de campagne. Sur le campus, les trois statues des fondateurs sont disposées en forme de triangle avec une signification inconnue. Les installations du campus comprennent deux bibliothèques, une place des cadets, deux chapelles - la chapelle commémorative Aggrey et la chapelle catholique; quatre salles à manger, deux sur le complexe oriental et deux autres sur le campus occidental, deux gymnases, le bureau de poste d'Achimota School, de vastes terrains de sport, une piscine  un ovale de cricket, un terrain de basket, des courts de tennis et de squash, et un arboretum. Il y a plusieurs bungalows sur le campus pour les enseignants.
Une description de l'école Achimota à sa création est fournie ci-dessous: 

« Achimota College, dans la Gold Coast, à sept milles à l'intérieur d'Accra, est le grand pensionnat mixte d'Afrique de l'Ouest, où 600 garçons et filles ouest-africains reçoivent une éducation aussi complète que les enfants européens ou américains. C'est une école secondaire, un collège de formation des enseignants et une université réunis en un seul et, en matière de planification, de conception et d'équipement, il est comparable à n'importe quel établissement d'enseignement partout dans le monde. Son érection en 1925 a coûté 660 000 £ et ses coûts d'entretien sont de 50 000 £ par an. Il possède une piscine, de vastes terrains de jeux, une réserve naturelle, une ferme de démonstration et un village modèle pour les employés du collège. Il possède également son propre hôpital, musée, bibliothèque et imprimerie. Les étudiants vivent dans des blocs résidentiels espacés autour du parc, contenant chacun 60 étudiants et divisés en 4 dortoirs. »

Près du campus central de l'école se trouvent le club de golf d'Achimota, le poste de police de l'école d'Achimota, un village pour les employés non enseignants de l'école, également appelé Anumle, une réserve forestière, une grande ferme et l'hôpital Achimota de 45 lits, ainsi que la communauté entourant le campus.

### Maisons
L'école Achimota compte dix-sept maisons pour hommes et femmes sur ses campus est et ouest.

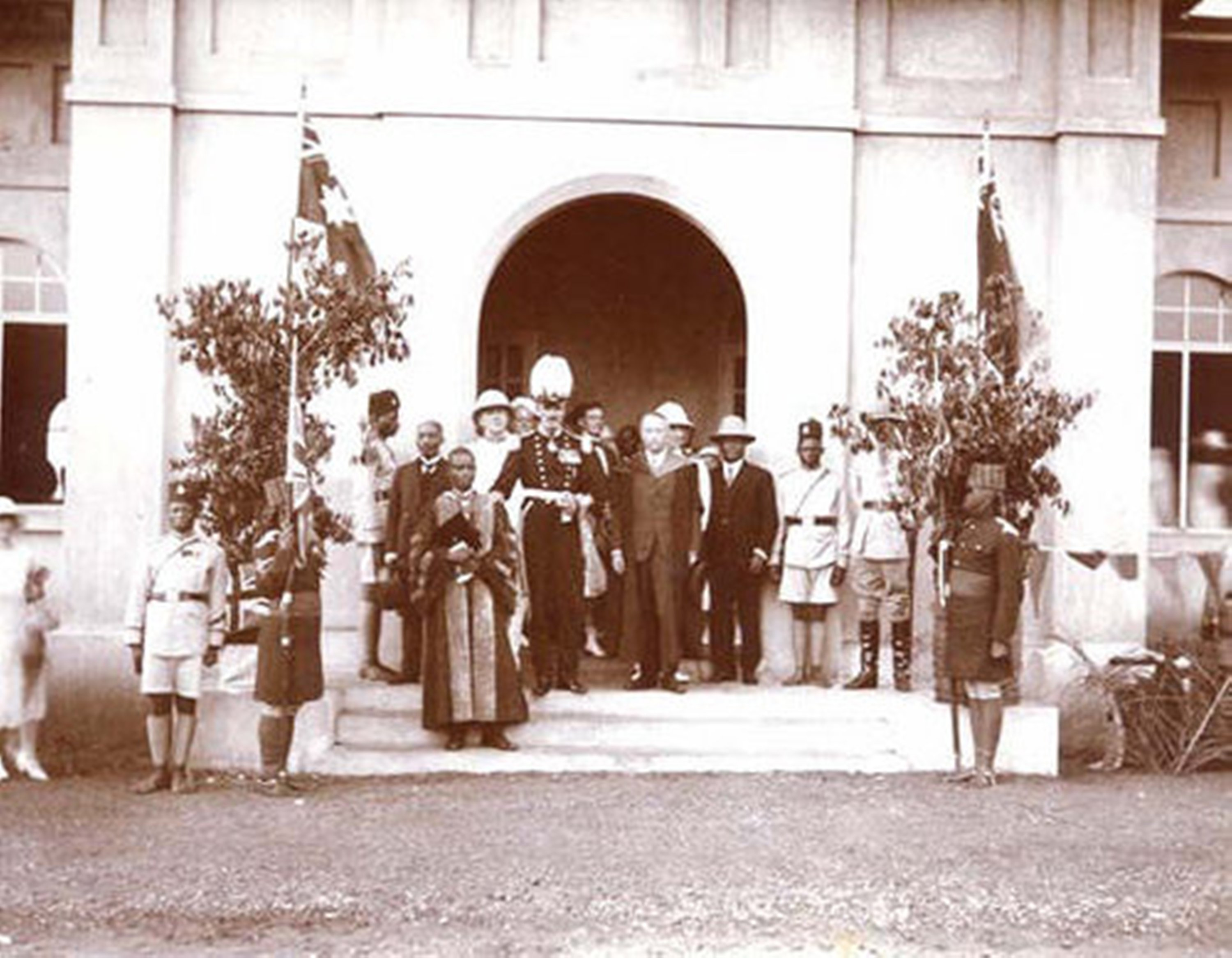
Inauguration du Achimota College, en 1927.

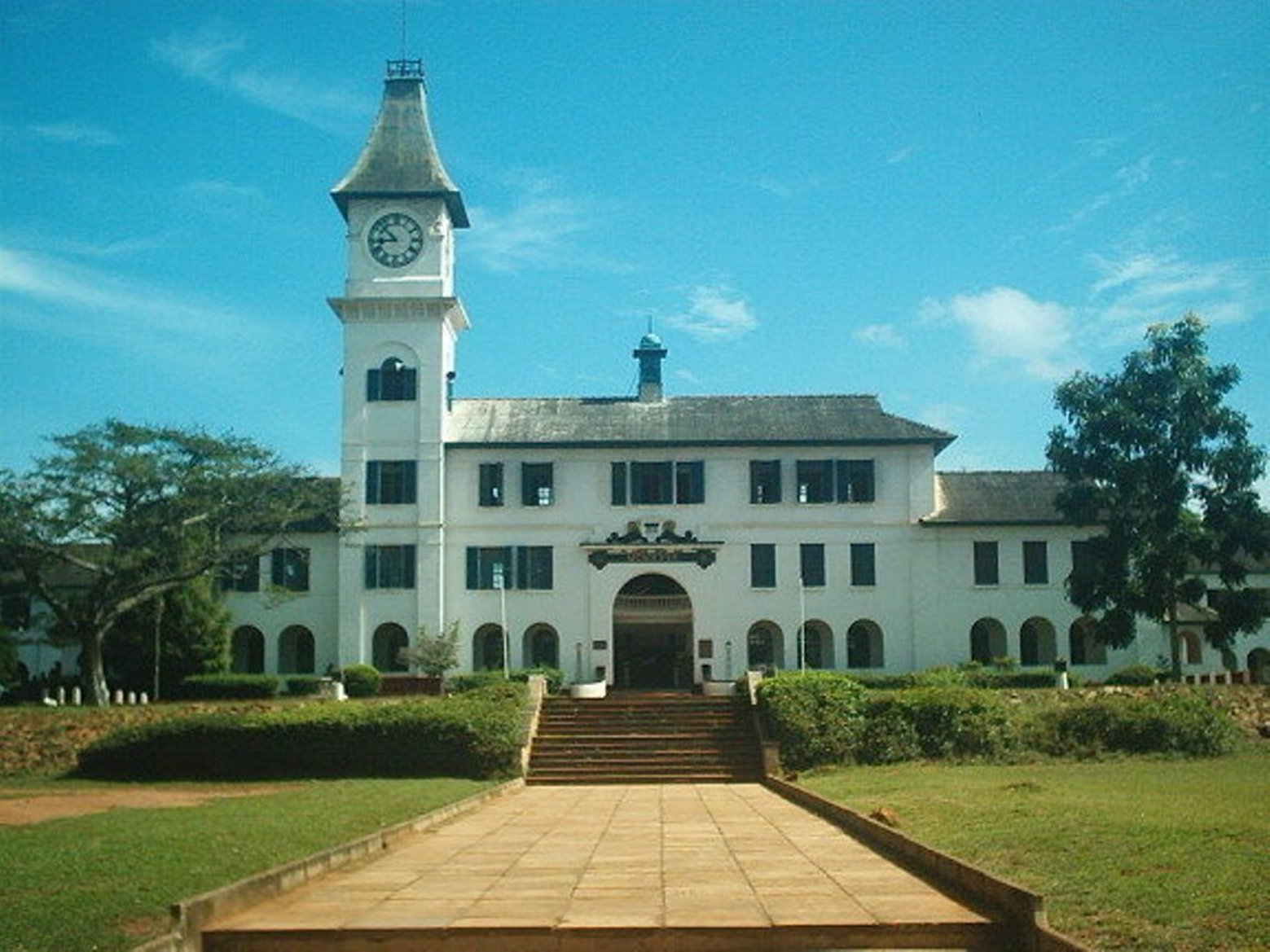
Le bloc d'administration, MCMXXVII, est un édifice emblématique de l'école Achimota. L'horloge de la tour, « Big Ben », est visible de loin.

## Environnement d'apprentissage
Reprenant en 2002, les leçons sur des aspects de la culture ghanéenne tels que le tambour, la danse et la sculpture sur bois ont été remaniées dans le but d'incorporer davantage de la culture nationale dans le programme. Outre le développement académique et intellectuel de ses élèves, l'école met l'accent sur les compétences pratiques et la formation du caractère. L'école fonctionne sur un calendrier académique de trois trimestres de mi-septembre à fin juin.
Il existe deux départements, deux écoles désignées et une unité des sciences de la maison responsable de l'enseignement des matières proposées. Le Département des sciences et des mathématiques donne des cours de mathématiques, de physique, de chimie, de biologie, d'agriculture et d'informatique, tandis que le Département des arts enseigne la langue et la littérature anglaise, le français, le gouvernement, l'histoire, l'économie, la géographie, la religion et les études sociales. L'école de musique enseigne la musique, forme le chœur de la chapelle Aggrey et organise des festivals de musique; l'École d'art enseigne les arts visuels; et le Département des sciences de la maison enseigne l'économie domestique, la restauration, la nutrition, la gestion de la vie, l'entretien ménager, la comptabilité et la conception de vêtements.
Au cours de leurs deux premières années, les étudiants doivent suivre une éducation physique et une « éducation religieuse et morale » à chaque trimestre, enseignées respectivement par les départements des sports et de l'aumônerie. Chaque élève suit sept ou huit matières (selon le programme) au cours de chaque trimestre de ses trois années d'études secondaires; en plus de trois ou quatre matières optionnelles suivies par chaque étudiant dans un programme d'études, chaque étudiant doit prendre les quatre matières de base: mathématiques, langue anglaise, sciences et études sociales.
Le programme de trois ans de l'école (six semestres) mène à l'examen du West African Senior School Certificate Examination (WASSCE), dans n'importe laquelle des sciences générales, des sciences agricoles, des arts généraux, des arts visuels et de l'économie domestique, tous administrés par le Conseil des examens de l'Afrique de l'Ouest (WAEC) en mai de leur dernière année.

## Directeurs
Les directeurs successifs d'Achimota sont,,, :
- 1924–1935 : A.G. Fraser
- 1935-1941 : H.M. Grace
- 1941-1945 : R.W. Stopford
- 1946-1949 : H.C. Niell
- 1949-1953 : P.G. Rendall
- 1954–1959 : W.E. Winlaw
- 1959-1963 : D.A. Chapman Nyaho
- 1963-1965 : I.K. Chinebuah (en)
- 1965-1977 : « Nana » Alan P. Rudwick
- 1977-1981 : Canon L. Ankrah
- 1982-1985 : A.A. Dadey
- 1985-1995 : Robert Winston Asiedu
- 1995-2002 : Charlotte Brew-Graves
- 2003-2007 : Adelaide Kwami
- 2007-2017 : Beatrice T. Adom
- 2017-2019 : Joyce R. Addo
- Depuis 2019 : Marjorie Affenyi

## Liens avec des écoles similaires
- Le Trinity College de Kandy (en), au Sri Lanka (fondé en 1872): l'un des pères fondateurs, Alexander G. Fraser (directeur) a été directeur du Trinity College de Kandy de 1904 à 1924. Il fut le premier directeur d'Achimota de 1924 à 1935. Aussi, Robert Stopford, qui dirigea le Trinity College de Kandy de 1935 à 1941, fut directeur d'Achimota de 1941 à 1945. La célèbre chapelle commémorative Aggrey, lieu de réunion du matin, de services hebdomadaires le dimanche et d'autres événements importants, a été modelée sur l'architecture de style ouvert de la chapelle du Trinity College, à Kandy. La chapelle Aggrey se classe parmi les endroits les plus populaires d'Accra pour organiser des mariages[20].
- Le King's College (en) de Lagos, au Nigeria (fondé en 1909): Achimota et King's College ont organisé des compétitions sportives interuniversitaires dans les années 1960 et au début des années 1970[21]. En 2008, l'école Achimota a accueilli le King's College de Lagos dans le cadre d'un programme d'échange de quatre jours du fi mai 2008. Les activités prévues au programme étaient le hockey, le cricket et le football (soccer), avec un dîner pour compléter la compétition. Les matchs ont été joués sur les principaux terrains de jeu de l'école Achimota. En tant que King's College, Lagos a célébré son centenaire en 2009, Achimota School a été invitée à une deuxième conférence Achimota School - Kings College Games dans le cadre des célébrations d'anniversaire[22].

## Anecdotes
- Mascotte : La mascotte de l'école est une créature mythique appelée "Kuziunik" et est représentée par une sculpture en bois ressemblant à une gargouille. Au cours des années précédentes, il existait une tradition connue sous le nom de "Nuit de Kuziunik"[21].
- Publications : Achimota School a deux magazines étudiants, The Achimotan et le plus récent The Motowner, tous deux publiés périodiquement. Il existe également deux bulletins d'information sur le campus: The Blueprint (à l'origine une publication de Guggisberg House) et The Motown Express[23].
- L'école Achimota a une association parents-enseignants (PTA) qui a été formée à l'époque d'A.P. Rudwick, directeur (1965-1977)[24]. Elle se réunit chaque trimestre pour discuter des questions relatives au bien-être des élèves et au développement scolaire.
- Classement : L'école Achimota se classe parmi les 100 meilleurs lycées africains[25] selon une liste de 2003 établie par Africa Almanac.
- Concours académiques : Achimota School a remporté le concours Ghana National Science and Maths Quiz (en) à deux reprises (1998 et 2004). L'école Achimota est 2e dans l'édition 2009 du National Science and Math Quiz. Achimota reste la seule école mixte à avoir remporté le National Science and Maths Quiz, le faisant à deux reprises.
- Leadership universitaire : Achimota a également produit au total une dizaine de vice-chanceliers dans les deux principales universités publiques de recherche du Ghana, l'université du Ghana et l'université des sciences et technologies Kwame Nkrumah, KNUST.

## Association des anciens élèves
La Old Achimotan Association (OAA) est l'organisation des anciens élèves de l'école Achimota. L'OAA autorise la formation de groupes régionaux, sectoriels et annuels pour réaliser ses objectifs. Les membres de l'OAA sont appelés «Akoras».
- Histoire : L'OAA a été créée en 1929 par le premier directeur du Prince of Wales College, Alec G. Fraser, dont le fils Sandy Fraser, alors membre du personnel de l'école Achimota, a été le premier secrétaire organisateur. Sandy a passé ses vacances à visiter des villes et des villages où de vieux Achimotans travaillaient pour expliquer les buts et objectifs de l'OAA. La première assemblée générale annuelle de l'OAA a eu lieu à l'école le 23 décembre 1930, puis une fois par an par la suite. Les participants passent trois ou quatre jours sur le campus de l'école.
- Constitution : L'OAA est régie par une constitution, dont l'objectif principal est "la formation d'un lien d'union entre les Anciens Achimotans et l'École pour promouvoir le maintien de leur intérêt pour l'École et leur volonté d'aider à son bien-être, et de promouvoir les idéaux pour lesquels Achimota a été fondée ".
- Comité exécutif national : Les affaires et les fonds de l'OAA sont gérés par un comité exécutif national. Le comité est composé de trois dirigeants de l'Association, de deux dirigeants d'office, du président sortant de l'Association et de huit autres membres. Le Comité exécutif national est élu tous les deux ans lors d'une assemblée générale annuelle. Le Bureau des anciens de l'OAA assiste le Comité exécutif national dans son travail[26].

### Personnalités parmi les anciens élèves
- Anna Bossman (1957-), avocate et diplomate.
- Betty Mould-Iddrisu (1953-), avocate et femme politique.
- David Kojo Duku (1920-), enseignant et homme politique.